# Lista de comunas de Córdova (província da Argentina)
Esta é uma lista de comunas de Córdoba, uma das província da Argentina.
| Comuna                          | Presidente comunal             | População (2001) |
| ------------------------------- | ------------------------------ | ---------------- |
| Aldea Santa María               | Marcelo García                 | 111              |
| Alto de los Quebrachos          | Ariel Aliendo                  | 99               |
| Amboy                           | Carlos Rivarola                | 168              |
| Ámbul                           | Luis Moreno                    | 449              |
| Ana Zumarán                     | Hernán Font                    | 52               |
| Anisacate                       | Ramón Zalazar                  | 2.010            |
| Arroyo de los Patos             | Juan Reinaldo Romo             | 435              |
| Assunta                         | Silvio Artusso                 | 58               |
| Atahona                         | Noemí de Luján                 | 112              |
| Avellaneda                      | Ramón J. Astrada               | 280              |
| Bañado de Soto                  | Luis Pamelín                   | 205              |
| Bouwer                          | Juan Lupi                      | 625              |
| Cabalango                       | Enrique Cabalango              | 136              |
| Calmayo                         | Luis Alberto Camandone         | 72               |
| Caminiaga                       | Edilma del Valle Navarro       | 315              |
| Candelaria Sud                  | Hugo Cadamuro                  | 129              |
| Cañada de Machado               | Daniel Isoardi                 | 171              |
| Cañada de Río Pinto             | Segio Figueroa                 | 135              |
| Capilla de la Sagrada Familia   | Juan C. Avidano                | 71               |
| Capilla de los Remedios         | Anita Galíndez                 | 771              |
| Capilla de Sitón                | Arturo Carreño                 | 365              |
| Casa Grande                     | Daniel Alberto de Lucca        | 538              |
| Cerro Colorado                  | Fernando Recalde               | 259              |
| Chalacea                        | Ariel Inga                     | 164              |
| Chancaní                        | Alberto Bolibo                 | 116              |
| Chañar Viejo                    | Ramón E. Lallana               | 91               |
| Charbonier                      | Roxana Montenegro              | 166              |
| Chucul                          | José Omar Capone               | 236              |
| Chuña                           | Rubén Rossi                    | 437              |
| Chuña Huasi                     | Héctor Mosconi                 | 23               |
| Churqui Cañada                  | Juan Estanislao Montoya        | 77               |
| Ciénaga del Coro                | Rafael Llanos                  | 314              |
| Colonia Anita                   | Sergio Lorenzo José Beltramino | 23               |
| Colonia Barge                   | Marcelo Diziqs                 | 149              |
| Colonia Bremen                  | Héctor del Buono               | 166              |
| Colonia Iturraspe               | Santiago Salvagno              | S/D              |
| Colonia Las Cuatro Esquinas     | Víctor Hugo Malano             | 83               |
| Colonia Las Pichanas            | Linder Eder Landra             | 56               |
| Colonia Valtelina               | Agustín Lorenzatti             | 165              |
| Colonia Vicente Agüero          | Jorge Visintín                 | 107              |
| Colonia Videla                  | Gustavo Román Aimar            | 71               |
| Comechingones                   | Carlos Casello                 | 240              |
| Conlara                         | Raúl Espinosa                  | 84               |
| Copacabana                      | Ricardo Secundino Quinteros    | 104              |
| Cruz de Caña                    | Marcos H. Núñez Gallardo       | 45               |
| Cuesta Blanca                   | María Andrea Jordan            | 268              |
| Diego de Rojas                  | José Boxler                    | 308              |
| Dique Chico                     | Darío Cistaro                  | 100              |
| El Brete                        | José Eugenio Díaz              | 831              |
| El Chacho                       | Carlos Elio Salazar            | 146              |
| El Crispín                      | Carlos Quiñones                | 199              |
| El Manzano                      | Juana N. Pinto                 | 1.158            |
| El Rastreador                   | José Víctor Tonello            | 83               |
| El Rodeo                        | Blanca Osses                   | 129              |
| Esquina                         | Joaquín Braida                 | 203              |
| Estación General Paz            | Gonzalo Roberto Barrionuevo    | 1.500            |
| Estancia de Guadalupe           | Adolfo Moreno                  | 157              |
| Estancia Vieja                  | Hugo Eduardo Petre             | 494              |
| Eufrasio Loza                   | Estela Alarcón                 | 182              |
| Falda del Carmen                | Omar Roberto del Bel           | 182              |
| General Fotheringham            | Daniel Stobbia                 | 407              |
| Guanaco Muerto                  | Tino Soria                     | 258              |
| Guasapampa                      | Ceferino Figueroa              | 163              |
| Gutemberg                       | Héctor Villarreal              | 444              |
| Impira                          | Francisco Antonio Macagno      | 158              |
| Kilómetro 658                   | Betty Fornerod                 | 323              |
| La Batea                        | Manuel Benito Farías           | 81               |
| La Carolina                     | Eduardo Muñoz                  | 165              |
| La Cumbrecita                   | Daniel López                   | 189              |
| La Higuera                      | Juan Domingo Musso             | 399              |
| La Paisanita                    | Magdalena Roca                 | 67               |
| La Pampa                        | Daniel Funes                   | 443              |
| La Playa                        | Menecio Valenzuela             | 193              |
| La Población                    | Duilio Alfredo Abratte         | 475              |
| La Posta                        | Ema Franco                     | 180              |
| La Quinta                       | Alberto Gutiérrez              | 70               |
| La Rancherita                   | Carlos Méndez                  | 53               |
| La Rinconada                    | Aldo A. Angulo                 | 93               |
| La Serranita                    | Carlos Guzmán                  | 417              |
| Las Albahacas                   | Fernando Finola                | 292              |
| Las Bajadas                     | Jesús Acuña                    | 168              |
| Las Caleras                     | Wilma Oviedo                   | 167              |
| Las Calles                      | Juan Enrique Matos             | 534              |
| Las Cañadas                     | Alejandro Cortes               | 35               |
| Las Gramillas                   | Américo Alcides Rinaudo        | 56               |
| Las Isletillas                  | Mario de Marchi                | 168              |
| Las Palmas                      | Salvador Leal                  | 61               |
| Las Peñas Sud                   | Néstor Pasero                  | 139              |
| Las Playas                      | Víctor Manuel Archilla         | 738              |
| Las Rabonas                     | Ramón de María                 | 715              |
| Las Saladas                     | Dalmiro Juncos                 | 205              |
| Las Tapias                      | Ramiro S. Hidalgo              | 1.300            |
| Leguizamón                      | Roberto Ángel Daniele          | 57               |
| Los Cedros                      | Hugo Suárez                    | 873              |
| Los Cerrillos                   | Benancio Agüero                | 2.455            |
| Los Chañaritos (Cruz del Eje)   | Rodolfo Sosa                   | 206              |
| Los Chañaritos (Río Segundo)    | José Víctor Cerino             | 165              |
| Los Hornillos                   | Eduardo Stagnaro               | 705              |
| Los Hoyos                       | Rina Mani                      | 221              |
| Los Mistoles                    | Elsa C. de Leiva               | 151              |
| Los Molinos                     | Juan Carranza                  | 268              |
| Los Reartes                     | Claudio Gonzalo Luján          | 463              |
| Los Talares                     | Luis R. Lacamoira              | 28               |
| Lutti                           | Juan Jaime                     | 10               |
| Luyaba                          | Mario E. Altamirano            | 760              |
| Malena                          | Jorgelina Soardo               | 208              |
| Maquinista Gallini              | Cristian Mansilla              | 63               |
| Mayu Sumaj                      | Fabián Flores                  | 874              |
| Media Naranja                   | Ismael S. Luna                 | 846              |
| Mi Granja                       | Daniel D'Olivo                 | 713              |
| Nicolás Bruzzone                | Horacio Villanueva             | 186              |
| Olivares de San Nicolás         | Manuel Díaz                    | 466              |
| Onagoity                        | Claudio Daniel Cismondi        | 74               |
| Pacheco de Melo                 | Héctor Fava                    | 35               |
| Pampayasta Norte                | Luis Paludi                    | 63               |
| Panaholma                       | Alfredo Altamirano             | 78               |
| Paso del Durazno                | Alberto Orlandi                | 63               |
| Paso Viejo                      | Luis Andrade                   | 1.091            |
| Pincén                          | Eduardo Rogelio Riba           | 202              |
| Plaza de Mercedes               | Ceferino Antonio Lenardon      | 52               |
| Plaza Luxardo                   | Sergio Gaviglio                | 67               |
| Potrero de Garay                | Pablo Merlo                    | 503              |
| Pozo Nuevo                      | Francisco Cisnero              | 181              |
| Puesto de Castro                | José Villegas                  | 164              |
| Punta del Agua                  | Orfilio Domingo Gastaudo       | 147              |
| Rafael García                   | Carlos Larrosa                 | 525              |
| Ranqueles                       | Elizabeth Lanfranco            | 50               |
| Rayo Cortado                    | Rubén Barrera                  | 282              |
| Rincón                          | Sergio D. Ludueña              | 357              |
| Río Bamba                       | Luis Benedi                    | 88               |
| Rosario del Saladillo           | Isaac López                    | 136              |
| Saladillo                       | Luis Tubaro                    | 175              |
| San Antonio de Arredondo        | Humberto Bonanate              | 2.325            |
| San Clemente                    | Antonio López                  | 173              |
| San Gerónimo                    | Héctor Ramón Reartes           | 73               |
| San Ignacio                     | Jorge Esteban Ordóñez          | 291              |
| San Joaquín                     | José Luis Paschetta            | 159              |
| San Lorenzo                     | Juan C. Cuello                 | 746              |
| San Roque                       | Polo Valdez                    | 832              |
| San Vicente                     | María A. Romero                | 692              |
| Santa Elena                     | Ceferino Castillo              | 161              |
| Sauce Arriba                    | Aldo D. Nievas                 | 639              |
| Segunda Usina                   | Edmundo Molina                 | 104              |
| Simbolar                        | Jorge Luna                     | 307              |
| Suco                            | Walter Bonelli                 | 291              |
| Tala Cañada                     | Alfredo Unterturner            | 176              |
| Tala Huasi                      | Fernando Bermúdez              | 146              |
| Talaini                         | Jorge O. Güemes                | 96               |
| Tinoco                          | Gustavo Bustos                 | 92               |
| Toro Pujio                      | Edgar F. Cornaglia             | 146              |
| Tosno                           | Walter Maidana                 | 56               |
| Tuclame                         | José Osef                      | 611              |
| Valle de Anisacate              | Jorge H. Merlo                 | 234              |
| Villa Amancay                   | Julio Mantovani                | 362              |
| Villa Candelaria Norte          | Silvia Zes                     | 219              |
| Villa Cañada del Sauce          | 62                             |                  |
| Villa Cerro Azul                | José Pérez                     | 190              |
| Villa Ciudad Parque Los Reartes | Héctor Polkan                  | 113              |
| Villa de Pocho                  | Hugo Cuello                    | 189              |
| Villa del Prado                 | Remo Digiacinto                | 1.044            |
| Villa El Chacay                 | Juan Carlos Ávila              | 99               |
| Villa Elisa                     | Marisa Herrera                 | 18               |
| Villa Flor Serrana              | S/D                            | 45               |
| Villa Gutiérrez                 | Osvaldo Abramenia              | 197              |
| Villa Icho Cruz                 | José Gava                      | 1.145            |
| Villa La Bolsa                  | Aldo López                     | 753              |
| Villa Los Aromos                | Antonio Alberto Bruno          | 724              |
| Villa Los Patos                 | Sergio Blanda                  | 42               |
| Villa Parque Santa Ana          | José Luis Becker               | 1.759            |
| Villa Parque Síquiman           | Néstor Cuello                  | 816              |
| Villa Quillinzo                 | Gilberto Staller               | 42               |
| Villa San Esteban               | Jorge Ferratto                 | 66               |
| Villa San Isidro                | Luis Palacios                  | 849              |
| Villa Santa Cruz del Lago       | Liliana Cremer                 | 1.637            |
| Villa Sarmiento                 | Fermín Boloquy                 | 332              |
| Washington                      | Juan Vargas                    | 546              |